# 1521년

## 연호
- 명(明) 정덕(正德) 16년
- 일본(日本) 에이쇼(永正) 18년 / 다이에이(大永) 원년
- 후 레 왕조(後黎朝) 꽝티에우(光紹) 6년

## 기년
- 류큐(琉球) 쇼신왕(尚真王) 45년
- 명(明) 무종 정덕제(武宗 正德帝) 16년
- 조선(朝鮮) 중종(中宗) 16년
- 후 레 왕조(後黎朝) 소종(昭宗) 6년

## 사건
- 1월 3일 - 교황 레오 10세가 마르틴 루터를 파문하였다.
- 8월 13일 - 스페인의 에르난 코르테스에 의해 아즈텍 제국이 멸망함.[1]

## 탄생
- 8월 4일 - 제228대 교황 교황 우르바노 7세.
- 12월 1일 - 일본 센고쿠 시대의 장수, 다이묘 다케다 신겐. (~1573년)
- 12월 13일 - 제227대의 교황 교황 식스토 5세. (~1590년)

### 미상
- 일본 센고쿠 시대의 장수, 다이묘 롯카쿠 요시카타. (~1598년)
- 조선의 문신 임복. (~1576년)

## 사망
- 3월 14일 - 명나라의 제10대 황제 정덕제. (1491년~)
- 4월 27일 - 포르투갈 태생의 에스파냐 제독 페르디난드 마젤란.
- 7월 7일 - 조선 6대 국왕 단종의 정비 정순왕후. (1440년~)
- 12월 1일 - 제217대의 교황 교황 레오 10세. (1475년~)

1. ↑  라이너 M 슈뢰더 <개척가 탐험가 모험가> 좋은생각 2000년 p61